# Asztali szerepjáték
A szerepjáték (angolul: role-playing game; RPG) olyan, általában több résztvevős játék, amelyben a játékosok verbális úton alakítanak egy közösen elképzelt fantáziavilágot, ahol a játék menete sokban emlékeztet egy közösen kitalált könyv vagy film cselekményére. A játékosok ennek az elképzelt világnak egy-egy kitalált szereplőjét, a karaktereket személyesítik meg. A történet alapötletét a mesélő határozza meg, aki a szabályok alapján a játékosok nézeteltéréseit is elbírálja. A mesélő nem egy karakterrel rendelkezik, hanem a játékot és a mellékszereplőket mozgatja és a karakterek számára motivációt, bonyodalmat biztosít. Ezt a játékosok a karakterek ismereteit felhasználva igyekeznek megoldani.
A karakterekkel történő azonosulásnak a különböző szerepjáték típusokban különböző korlátai vannak. A legelterjedtebb, asztali játékban a játékosok nem teljesen imitálják a karaktereik tetteit, csak szóban közlik, illetve jelzik azokat. A karakter szavait szokás egyes szám első személyben előadni, ilyenkor megengedett a gesztikulálás és mindenféle, a játékot segítő metakommunikáció.

## Koncepció
Sok gyerekjáték mutat hasonlóságokat a szerepjátékokkal, ezek azonban nagyban különböznek kiforrott változataiktól. Egy csapat vadnyugatosdit játszó gyerekkel szemben a felnőtt szerepjátékosok saját karaktereket alkotnak, melyekkel később saját történetben vesznek részt. Céljuk a filmek vagy regények hangulatának újraélése. Emiatt nem kizárt, hogy a játék folyamán a játékosok által átélt kaland egy sokak által ismert könyv vagy film történetének felelevenítése, szimulálása. A gyakorlatban azonban jellemzőbbek az egyedi, a mesélők fantáziáján alapuló, ismert elemeket csak kiegészítőként felvonultató történetek.
Történetükben valóban mutatnak hasonlóságot a szerepjátékok a filmekhez vagy a könyvekhez, de annál sokkal szabadabb és sokszínűbb, hiszen míg egy film a szerzők és forgatókönyvírók képzelete szerint alakul, és egy színdarab eseményei a szerző művész fantáziája által valósul meg, addig egy szerepjátékban nincsenek ilyen megkötések. A játék célja kimondottan az, hogy egy kitalált történetben a játékosok, mint főszereplők vehessenek részt, az események menetét kedvükre befolyásolhassák.
Ehhez nyújtanak segítséget az üzletekben megvásárolható szabályrendszereket tartalmazó könyvek. Ezek nem magát a játékok eseménysorozatát, a kalandot tartalmazzák, csak a használatos szabálykereteket és a világleírásokat, melyekben a kalandok cselekménye játszódik majd. A történetet teljes egészében a játékosok és a mesélő találják ki, alakítják.

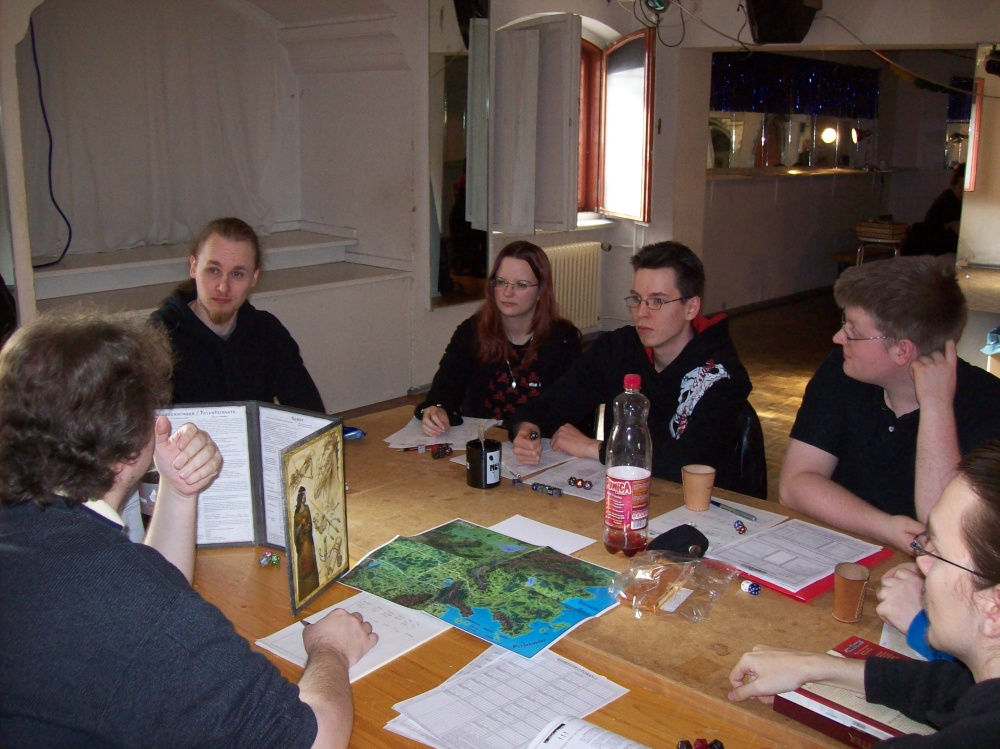
Ahogy az a valóságban kinéz: szerepjátékosok játszanak egy berlini találkozón.

A szerepjátékok túlnyomó részénél ez úgy történik, hogy a mesélő kidolgoz egy alap történetet, ami valamilyen problémát vet fel. A legegyszerűbb példa: a királylányt elrabolta a gonosz sárkány. A helyzet megoldása a játékosok feladata. A mesélő által kitalált történetvázat a játékosok cselekedetei teszik élővé és mozgalmassá. A példánál maradva a játékosok egyike alakíthat egy hős lovagot, aki elhatározza, hogy megmenti a királylányt. Másikuk, aki esetleg egy kevésbé szeplőtelen jellemű tolvaj, pusztán a sárkány barlangjában fellelhető anyagi javaktól vezérelve is csatlakozhat lovagunkhoz. Viszont mivel a szerepjáték lényege pont a fantázia korlátlanságában és cselekvés szabadságában rejlik, tolvajunk akár azt is mondhatja, őt nem érdekli a királylány sorsa, inkább a közeli városban próbál szerencsét.
A szerepjáték gyakori jellemzője a kampány játék. Ennek értelmében, ha a történet véget is ér, egy újabb kezdődik el, akár egy folytatásos filmsorozatban. Ha hőseink legyőzték az említett sárkányt, a mesélő ötletétől vezérelve előfordulhat, hogy a karakterek egyik ismerősét börtönbe zárják. Mivel jól tudják, hogy feddhetetlen életű emberről van szó, így biztosra veszik, hogy valaki szándékosan akarja hamis vádak alapján elítéltetni. A játékosok feladata kideríteni, hogy ki ez a rosszakaró és így tisztázzák barátjukat a vádak alól. A kampánynak gyakorlatilag sosincs vége, a történethez mindig újabb epizód fűzhető.
Egy játékülés rendszerint órákon keresztül tart, akár egy egész napot is igénybe vehet. Ha az ülés véget ér, a történetet akár a közepén is abba lehet hagyni, következő alkalommal az utolsó eseménytől folytatható.
A játékban a játékosok általában mint társak vesznek részt. Habár előfordulhat némi rivalizálás, szélsőséges esetekben a megszemélyesített karakterek összetűzése, azonban általánosságban elmondható a szerepjátékról, hogy nem verseny orientált. A játék célja a szórakozás öröme, nem a játékostárs legyőzése. A szerepjátékot ez a motívum is erősen elhatárolja a hagyományos társasjátékoktól.
A játék tényleges menete során a játékosok csak részben játsszák ki szerepüket. Használhatnak első szám első személyű megfogalmazást, metakommunikációt, viszont nem jellemző a kosztüm, a játékfegyverek illetve a karakterek nagyobb lélegzetvételű mozgásának eljátszása, az utazás. Ez utóbbiak az élő szerepjáték sajátjai. A játék során lehet alkalmazni rajzot a terep szemléltetésére, esetleg figurákat a karakterek elhelyezkedésének szimulálására.
Ideális esetben egy játékban a mesélővel együtt 3-6 fő vesz részt. Az ennél nagyobb létszámú társaságok, azaz partyk a mesélő számára kezelhetetlenné válnak, a játékosokra pedig nem jut elég figyelem.

### Példajáték
A rövid példa ízelítőt akar adni a szerepjáték tényleges menetéből, ahogy az a valóságban fest. Képzeljünk el néhány játékost, amint egy asztal körül ülnek, előttük karakterlapok, dobókockák, jegyzetek és néhány szabálykönyv. Dőlt betűvel jelöltük, mikor szólal meg a játékos a karaktere nevében, és szögletes zárójelben azt, amikor a saját nevében beszél.

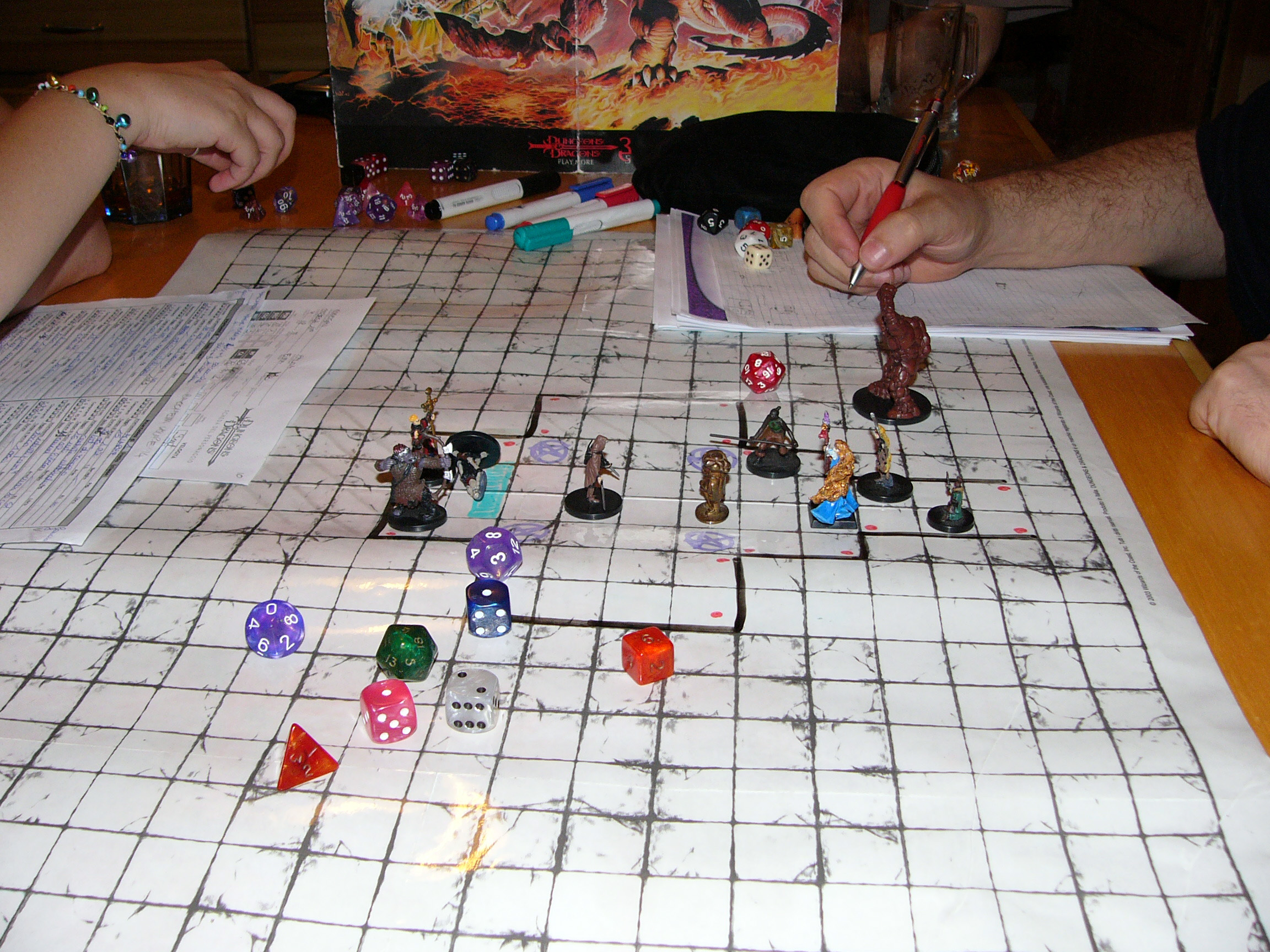
Habár a terepet és a karakterek elhelyezkedését szemléltethetik vázlatok és figurák, a szerepjáték alapvetően nem táblás játék.

- Mesélő: [Mint említettem az előbb, az idegen egy kidőlt fa törzsén ül. Zöld ruhája miatt először szinte észre sem veszitek, pedig szemmel láthatólag nem próbál meg elrejtőzni előletek. A termetét tekintve elf lehet, de az arcát nem látjátok. A hátán lévő, szépen megmunkált íj is ezt sugallja. Az erdő nagyon csendes.]
- Játékos 1: [Mellette vezet el az ösvény?]
- Mesélő: [Igen.]
- Játékos 2: [Jó, akkor a lovamat lépésre fogom, és megállítom, amikor mellé érek.] Üdv néked, erdő fia! Talán útbaigazítást tudnál nekünk adni…
- Mesélő: És néktek is, utazók! Ritkán látni errefelé embert, és még ritkábban ilyen felfegyverzett társaságot.
- Játékos 3: [Jól megnézem magamnak ezt az elfet és a környékét. Semmi gyanúsat nem látok?]
- Mesélő: [Dobjál a húszoldalúval titkosan. Csak én láthatom, mi az eredmény.]

A játékos dob, de az eredményt csak a mesélő látja. Erre néha szüksége lehet, mivel a játékos nem mindig tudhatja, hogy például semmi gyanús nincsen az illetőn, vagy egyszerűen sikertelen a dobása, és nem veszi azt észre. Mivel a mesélő tudja, hogy a játékos karaktere elég jó nyomolvasó, a szabályok alapján összehasonlítja a dobott értéket a karakter szakképzettségével. Adott esetben, ha a mesélő szükségesnek találja, dobhat ő maga is a játékos helyett, így csak ő tudja miért kellett dobni, és hogy mi az eredmény. Jelen esetben a dobás sikeres.
- Mesélő: [Most, hogy így jobban megnézed, valóban észreveszel valami furcsát. Látod, hogy az elf környékén egyáltalán nincsenek lábnyomok, mintha csak odarepült volna.]
- Játékos 3: [Érdekes… Egyelőre nem szólok senkinek, de ha alkalom adódik rá, titokban jelzek a varázslónak.]
- Játékos 2: Mi az Ezer Lánc Völgyét keressük, ahol a szóbeszéd szerint Alkar Gromtak, a gonosz varázsló él. Van némi elintéznivalónk vele…
- Mesélő: Nos, éppenséggel tudom, hogy merre vezet az út. Kössünk egyezséget, utazók.
- Játékos 1: Miről lenne szó?
- Mesélő: Én megmondom, melyik ösvényen haladjatok tovább, és azt is tudom, hogyan lehet a legkönnyebben elkerülni a varázsló ork szolgáit, akik a völgy bejáratát őrzik.
- Játékos 2: És mit kérsz cserébe?
- Mesélő: Veletek tartanék. Nekem is van némi elszámolni valóm a mágussal.
- Játékos 1: Ezt meg kell beszélnem a társaimmal. [Kissé félrevonulunk, hogy az elf ne halljon minket.]

Bár a többi játékos is hallotta, amit a mesélő a játékos 1-gyel beszélt, de a való életben nem biztos, hogy értették volna a beszélgetést. Nincs rá ugyan szükség, hogy a játékos újra megossza az információkat a csapattagokkal, de valós alapokra helyezve ez így hiteles.
- Játékos 3: Fiúk! Ez csapda is lehet. Szinte semmilyen nyomot nem látok az elf körül. [A varázsló is megvizsgálhatná.]
- Játékos 1: [Én is jól megnézem. Van rajta valami szokatlan? Az Igaz Látás varázslatot is használom, lehetőleg úgy, hogy ne vegye észre.]

A mesélő titkosan dob, hogy megtudja, az elf észreveszi-e, hogy a varázsló mágiát használ. A játékosoknak nincs szerencséjük. Az elf szintén ért a varázsláshoz, de nem akarja felfedni magát, így nem szól semmit. A mesélő se közli ezt, hiszen a játékosok erről egyelőre még nem tudnak.
- Mesélő: [Nos, jól megnézed magadnak ezt az elfet, de semmi különöset nem fedezel fel rajta. Aztán, amikor varázsolni kezdesz, látod, hogy a körvonalai megremegnek és elhalványodnak. Majd ahol az előbb az elf ült, most egy fiatal nőt látsz, ruhája a Hold Rendjének varázslóiéra emlékeztet.]
- Játékos 1: Illúzió!
- Játékos 2: No, mit tegyünk?

## Játéktechnika, szabályok
A szabályok a karaktereket, azok lelki, mentális és fizikai tulajdonságait, a világot, a karakterek és a világ kölcsönhatását modellezik. A karakterek és a világ számszerű megjelenítését statisztikák segítik, amelyek összehasonlítása szabályozza a kölcsönhatások kimenetelét, ahol a véletlent gyakran a kockadobások jelenítik meg.
Így például szokás számokban kifejezni a karakterek testi erejét, intelligenciáját, mágikus energiáját, bátorságát, harci képzettségét és egyéb meghatározó tulajdonságait. Ezeknek a jellemzőknek a számszerűsítése, illetve a dobókockáknak a lefektetett szabályok szerinti alkalmazása, lehetőséget teremt a mesélőnek a szituációk elbírálására. Adott jelenetben például könnyen meghatározható, a karakternek milyen értéket kell dobnia a kockával ahhoz, hogy sikeresen hajtson végre egy kívánt cselekedetet, legyen az akár egy másik szereplő bizalmának elnyerése vagy egy meredek fal megmászása.

### A szabályrendszerek típusai

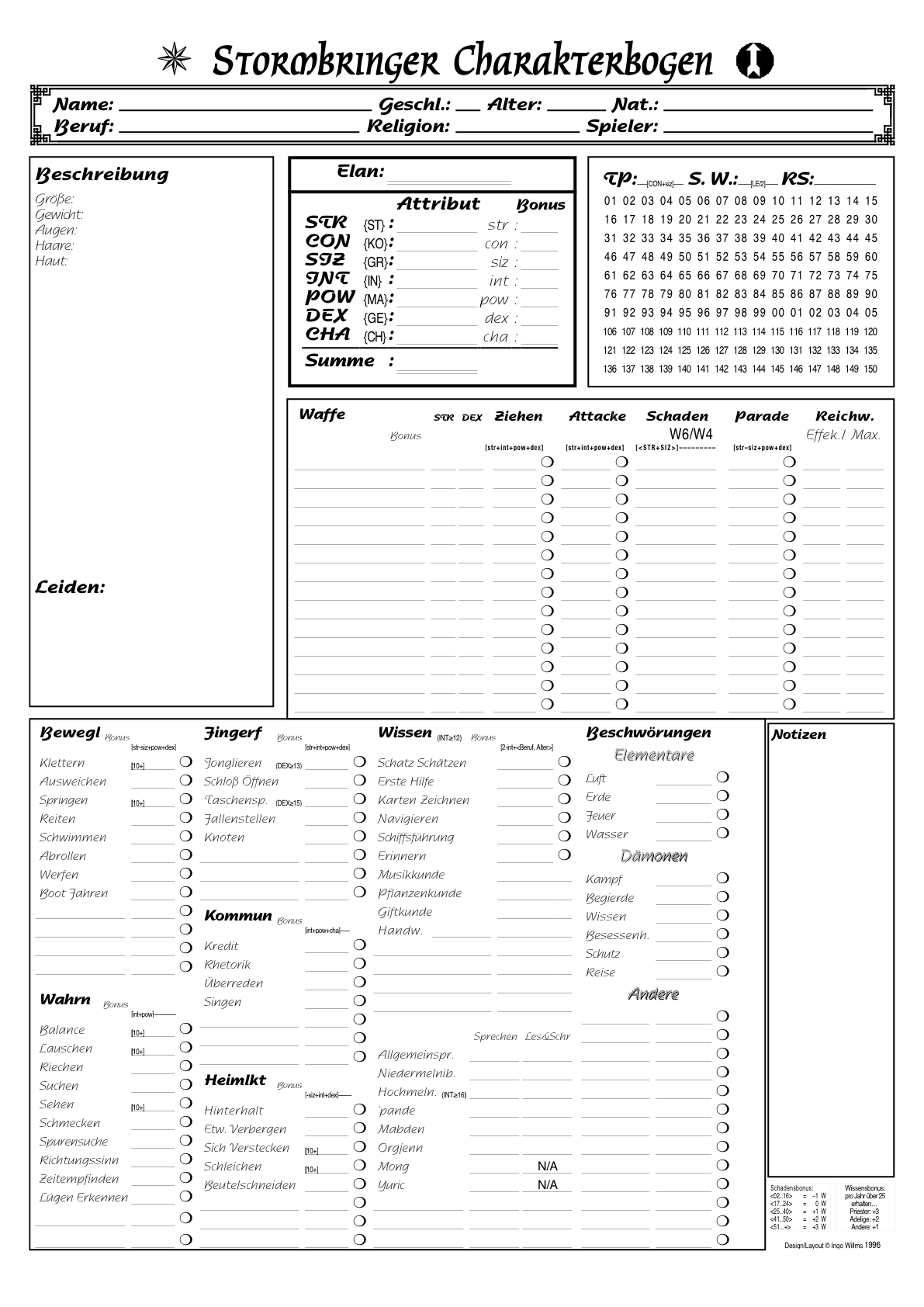
Egy német nyelvű szerepjáték karakterlapja, amelyre a játékosok a karakterüket jellemző statisztikai értékeket és egyéb ismertetőket felvezethetik

Alapvetően két törekvés figyelhető meg a szerepjáték rendszerekben: egyik az egyszerűségre, másik a valóságszerűségre való törekvés. A szabályok nagyban meghatározzák a játékok hangulatát. Egyes játékok nagyon részletes, valósághűségre törekvő szabályrendszerrel rendelkeznek, ilyen például a Középfölde Szerepjáték, míg mások inkább az egyszerűbb, könnyen kezelhető rendszert részesítik előnyben. Ezekben szabadabb teret kapnak a hangulati elemek és a mesélő.
Minden szerepjátékhoz tartozik egy szabályrendszer, amely útmutatást ad a játéktechnikai részek levezetéséhez. A szabályrendszerek kidolgozottságukat tekintve nagyon eltérőek lehetnek, mint azt már írtuk. Egyik legfontosabb szabályként szokta szinte mindegyik említeni, hogy egyik szabály sem áthághatatlan. A játék lényege a szórakozás, ezért bármelyik szabály - a mesélő belátása szerint - mellőzhető, átírható. A szabályrendszerek alapvetően a következő csoportokba sorolhatóak:
- Egyedi rendszer: Az adott játék saját világképpel rendelkezik, az általa használt szabályrendszer következetesen ehhez van igazítva. Ez a legáltalánosabb gyakorlat. Ebből kifolyólag más-más szerepjátékok legtöbbször más-más rendszert használnak. A szabályok bemutatása azonban rendszerint hasonló tematikus módon történik. Ez megkönnyíti a játékosok eligazodását a különböző szerepjátékokban. A cyberpunk világban játszódó Cyberpunk 2020 szerepjáték is ilyen egyedi rendszert használ.
- Független rendszer: Gyakorlatban ezek világ független rendszerek, amit a játékosok az általuk használt világhoz alakíthatnak, bővíthetnek saját komponenseikkel. A legtöbb ilyen rendszer egy általános világra készül, ami csak a „fizikai” törvényeket definiálja. A rendszer teljes szabadságot biztosít az egyedülálló játékkörnyezet kiválasztására (fantasy, napjaink, sci-fi), ahol a szabályok kis módosítással más környezetben is jól alkalmazhatók. Ide tartozik például a Rolemaster vagy Spacemaster, illetve a Generic Universal RolePlaying System (GURPS).
- Rendszercsalád: Bizonyos szerepjátékok ugyanabban a világban játszódnak, de különböző aspektusát mutatják be. Jellemzően ezeket a játékokat ugyanaz a kiadó is publikálja. Habár ezek más-más játékok, a világ azonossága és a szabályrendszer nagyfokú megegyezése biztosítja a játékterek közötti átjárhatóságot. Klasszikus példája a World of Darkness világa, ahol játszhatunk a Vampire: The Masquerade vagy a Werewolf: The Apocalypse játékokkal is. Az említett átjárhatóság miatt játéktechnikailag könnyen megvalósítható, hogy az egyik játékos egy vámpírt, a másik viszont egy vérfarkast alakítson a történetben.

### A szabálykönyvek felépítése
A legtöbb, szaküzletben megvásárolható szabálykönyv szerkezetében hasonló tematikát követ. Természetesen ezek szerepjátékonként váltakozhatnak, de jellemzően megtalálhatóak bizonyos felépítésbeli elemek. Általában két részre bonthatók az adott szerepjátékkal foglalkozó megvásárolható kiadványok: alap szabálykönyvre és kiegészítőkre.
Az alap szabálykönyv tartalmazza a játékhoz szükséges alapvető információkat. Bizonyos részeinek tartalmi ismerete nélkül a játék nem játszható. Felépítésük gyakran a következő tematikát követi:
Bevezető: A szabálykönyvben itt olvashatók a legáltalánosabb részek. Gyakran tartalmaz útmutatást teljesen kezdő szerepjátékosok számára arról, hogy mi is az a szerepjáték, hogyan kell játszani. Lehet benne rövid hangulati összefoglaló arról, hogy az adott szerepjáték miben különbözik hasonló társaitól.
Szabályrendszer: Ez a rész tartalmazza a játéktechnikai elemeket, úgy mint a karakterek tulajdonságai, a képzettségek használata, a csatákban használatos harcrendszer, a karakterek fejlődésének menete. Gyakran kapnak helyet benne az adott szerepjátékra jellemző, a karakterek gondolkodását és érzelmeit szimuláló szabályok. Ilyen lehet például a jellem, a hírnév vagy a személyiség degenerálódásának megjelenítése, esetleg a karakter gyengeségei vagy erősségei.
Különleges képességek: Habár tartalmilag a szabályrendszerhez tartozik, a szerepjátékok általában önálló fejezetben ismertetik a karakterek által használatos különleges képességeket. Ezek lehetnek varázslatok, mágikus diszciplínák leírásai, de tartalmazhatja például a testbe építhető technikai implantátumok ismertetését is, ahogy az adott szerepjáték rendelkezik.
Világleírás: A szerepjáték saját világának bemutatása. Ez lehet részletes kifejtés is, azonban jellemzőbb, hogy a készítők inkább csak felületes ismertetés szintjén foglalkoznak a témakörrel. A részletes bemutatás önálló kiegészítőben szokott helyet kapni. A világleíráson belül szó eshet egy általános koncepcióról, a világ hangulatáról, néhány ismert, nem a játékosok által alakított szereplőjéről illetve gyakori ellenfelekről.
Egyéb: A szabálykönyvben helyet kaphat még néhány alapkaland-ötlet, példa a játékban fellelhető kincsekre.
A kiegészítőkben kapnak helyet az adott szerepjátékkal foglalkozó olyan kiadványok, amelyek nem feltétlenül szükségesek a játékhoz, de tovább színesíthetik azt.
A játék igényeihez mérten a kiegészítők számos témát ölelhetnek fel. Kiterjedhetnek részletes világleírásokra, létsíkok ismertetésére, a világban megtalálható szervezetek bemutatására, ismertebb szereplők részletes adataira, kincsek és varázstárgyak leírására, legyőzendő szörnyekre. Játéktechnikai témák említhetnek új szabályokat, eddig nem használt kasztokat, fajokat és képzettségeket. Találkozhatunk bennük új technikai tárgyakkal, járművekkel is.
Habár egy szerepjáték hangulatát számos a világában játszódó regény is színesítheti, mint ez a M.A.G.U.S. esetében is történik, játéktechnikai értelemben ezeket nem soroljuk a kiegészítők közé.

## A játék résztvevői, kellékei
Mesélő: A szerepjátszás elengedhetetlen résztvevője a kalandmester, azaz a mesélő (KM, avagy DM - dungeon master, GM - game master) aki egy személyben felel a történet előremeneteléért, valamint a szabályok betartásáért. Ő találja ki a cselekmény vázát, a megoldandó feladatot, a küldetést. Habár a mesélőnek nincs karaktere, ő személyesít meg minden nem játékos karaktert. Ő dönt minden olyan kérdésben, amire a játékosoknak nem lehet kihatása (például esik-e az eső, avagy kik laknak az adott városban). A mesélő joga bármely kérdésben a végső döntés meghozatala, szava megkérdőjelezhetetlen. Érdemes azonban megjegyezni, hogy ez a jogkör nem adhat okot igazságtalanságra vagy visszaélésre. A mesélő szerepét mindig ugyanaz a részt vevő játékos tölti be egy kalandon belül. Kalandonként azonban ez akár változhat is.
Kétségtelen, hogy a mesélőnek a játékosokénál jóval nehezebb feladata van. Az általa leírt környezet folyamatos mozgásban, változásban van, illetve kell, hogy legyen. Tegyük fel, hogy a mesélő egy nagyvárosi környezetben kíván egy kalandot mesélni. Előtte az asztalon térképek és rajzok sorakoznak, hogy kellékként könnyítsék mind a játékosok, mind a saját dolgát. A kalandmester elképzeli az utcát, ahol a játékosok éppen sétálnak, netán keresnek valamit, és megfelelő leírást ad a helyszínről. Ám ez önmagában még nem elég. Az utcán autók haladnak, dudálnak, az emberek kiabálnak. A járdán embertömeg hömpölyög, és egy csatornanyílásból émelyítő bűz árasztja el az utcát. Ezeket a szereplőket, történéseket mind a mesélő mozgatja, írja le, tölti meg a világot élettel.

Karakter: Karakternek nevezzük azokat a kitalált személyiségeket, akik a történet szereplői. A karakterek két fő csoportra oszthatók:
- játékos karakterek (JK avagy PC - player character), akiket a játékosok irányítanak. Ők a történet főszereplői. A játékosok akár játékülésenként cserélgethetik őket és újat találhatnak ki, azonban sokkal jellemzőbb, hogy egy karakter sokáig, akár évekig folytatja pályafutását. A játékos így lehetőséget biztosít a fejlődésre és rendszerint a játék is élvezetesebb egy megkedvelt állandó karakterrel.
- nem játékos karakterek (NJK avagy NPC - non-player character), akik a kalandmester irányítása alatt állnak. Ők a történet visszatérő vagy egyszeri mellékszereplői. Így tehát a mesélő mozgatja mind a gonosz sárkányt, mind a megmentésére váró királylányt, az aggódó királyt, az úton szembejövő vándort és így tovább. A nem játékos karakterek jelenléte elengedhetetlen egy történetben, kidolgozottságuk nagyban hozzájárul a kaland színességéhez.

Karakterlap: A karakterek számszerű értékekben kifejezett tulajdonságainak, illetve egyéb információknak a feljegyzésére szolgál. Jelenléte nem elengedhetetlen, de használata általános gyakorlat.

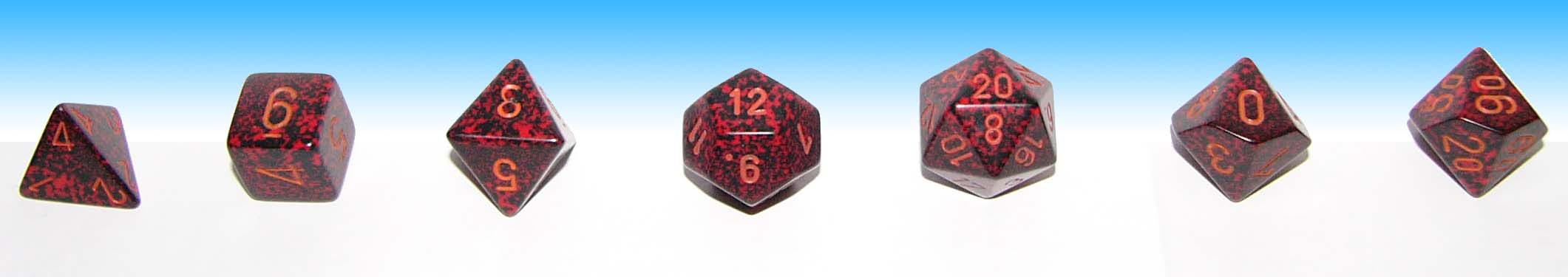
A különböző szerepjátékok leggyakoribb dobókockái: 4, 6, 8, 12, 20, 10 és 10 oldalúak (az utóbbi kettő külön is használható vagy együtt százalékdobásokhoz)

Dobókocka: A szerepjátékban a dobókocka hivatott eldönteni véletlenszerű események kimenetelét, illetve olyat, amit pártatlanul nem lehetne megítélni. Ilyen lehet például egy küzdelem lebonyolítása vagy egy karakter képességének használata. A „dobókocka” elnevezés félrevezető, ugyanis nem geometriai értelemben vett kockáról van szó. A különböző szerepjáték rendszerek különböző dobótesteket használnak. Ezek lehetnek szabályos testek
vagy nem szabályosak. Az utóbbihoz tartozik a tízoldalú „dobókocka” is. Az egyszerűség kedvéért ezeket mind kockának nevezi a szerepjátékos társadalom. Habár vannak bizonyos játékrendszerek, amelyek teljesen mellőzik a dobókocka használatát, ez nagyon ritka. Az viszont rendszerenként változik, hogy az adott játék egy vagy többféle kockát használ.

Szerencse: A dobókocka használata azt a látszatot keltheti, hogy a szerepjátszás során a szerencsére túl nagy szerep hárul. Ez azonban nem szükségszerűen van így. Habár egy játékülés során számtalan alkalommal szükség lehet kockadobásra, ezeknek a jelentősége általában nem kritikus és gyakran nélkülözhető is.
Ettől függetlenül előfordulhat olyan szituáció, amikor a dobott érték nagyban meghatározza a helyzet kimenetelét, esetleg a karakter halálához is vezethet. Ilyen lehet például, ha egy pusztító erejű varázslat hatását próbálja meg a főhős túlélni. Ebben az esetben, bár a karakter értékei módosíthatják az esélyeket, a vakszerencse döntő tényező lehet.
Hosszú távon azonban a szerencse szerepe elhanyagolható. A mesélőnek lehetőleg illik kerülni az olyan helyzetek gyakori alkalmazását, ahol a karakter élete vagy más hasonló horderejű dolog egyetlen kockadobáson múlik. A jó mesélők lehetőséget teremtenek arra, hogy a játékos előrelátásával és megfelelő szerepjátszással megvédhesse a karakterét, vagy kedvezően befolyásolhassa az eseményeket. Ha ez az előbbiek ellenére mégsem megoldható, akkor célszerű lehetőséget teremteni valami alternatív megoldásra, legyen az – az említett példánál maradva – a karakter „feltámasztása” vagy a dobás során, a karakter érdekében történő titkos kis csalás a mesélő részéről.
Az ilyen jellegű veszélyek fokozhatják az izgalmakat, a mesélő burkolt beavatkozása pedig a cselekmény továbbszövésére teremthet alkalmat. A szerepjátékos szleng a mesélői segítségnyújtásokat, a drámairodalomból kölcsönözve, csak deus ex machina néven emlegeti.

Világkép: Még ha az adott szabályrendszer csak általános útmutatásokat is ad, minden játéknak fontos és alapvető részét képezi a világkép. Ez az a környezet, ahol a játék eseményei ténylegesen történnek, legyen az egy sci-fi vagy egy fantasy világ, esetleg napjaink alternatív valósága. A legtöbb játék biztosít valamilyen világleírást és megadja a környezeti elemeket, ahol a cselekmény történik. Vannak játékosok azonban, akik inkább preferálják a saját maguk által kitalált világot. A szerepjátékok között olyat is találhatunk, amelyik annyira összetett és változatos világot biztosít a játékosok számára, hogy csak a világ több kiadványt ölel fel. Ilyen például a Dungeons & Dragons világának egyik része, a Ptolus, amely önmagában is 600 oldal terjedelmű városleírás. Mint az említett példában is történik, a világleírásokhoz gyakran komplex kalandötletek is társulnak.
A szerepjátékokban megjelenített környezet játékonként eltérő lehet. Stílusonként az alapvető dolgok hasonlóak lehetnek, de rendszerint a fejlesztők törekednek a világra jellemző, egyedi hangulat kialakítására. A leggyakoribb világok és kapcsolódó stílusok a következők:
- Fantasy – Dungeons & Dragons, M.A.G.U.S., Káosz szerepjáték, Kard és Mágia
- Cyberpunk – Cyberpunk 2020
- Alternatív történelem – Pendragon, Ars Magica
- Alternatív napjaink – James Bond 007
- Sci-fi – Star Wars, Armageddon 2092 – Mars
- Horror – Call of Cthulhu, Wraith: The Oblivion, Kult
- Western – Coyote
- Humor – Ghostbusters, Pokéthulhu, Paranoia
- Szuperhős – Champions, Marvel Super Heroes
- Világfüggetlen játékok – GURPS, Fuzion

A szerepjátékok között olyat is találhatunk, ahol a világkép és stílusok keverednek, mint például a Shadowrun, ahol fantasy és cyberpunk elemeket ötvöztek az alkotók. Változatos kiegészítőkkel rendelkező játékoknál az is előfordul, hogy a játéknak több világban játszódó fajtái is vannak. Ilyen adaptáció a Vampire: The Masquerade napjaink világából középkori környezetbe ültetett változata, a Dark Ages: Vampire.
Szabályrendszer: Alapvető része minden szerepjátéknak, habár kidolgozottságukban a különböző szabályrendszerek nagyon eltérhetnek.

## A szerepjáték története

### Kialakulása, fejlődése
A szerepjátékok előfutárának is felfogható harci játékok egészen az ókorig nyúlnak vissza. A különböző ütközetek vér nélküli modellezése szinte egy idős magával a hadviselés művészetével, de a szerepjátékok szempontjából az első említésre érdemes név H. G. Wellsé, aki 1915-ben kiadta a Kis háborúk (Little Wars) című könyvét. Ezzel az amatőrök számára is elérhetővé váltak a harci játékok. Az első, kereskedelmi forgalomban is kapható táblás harci játék Charles Roberts nevéhez fűződik, aki ezt 1953-ban jelentette meg. Szintén az ő nevéhez fűződik az Avalon-Hill Game Company megalapítása, ami ma a világ egyik legnagyobb játéktervező és -gyártó cége. A harci játékok népszerűsége a 20. század hatvanas, hetvenes éveiben érte el csúcspontját.

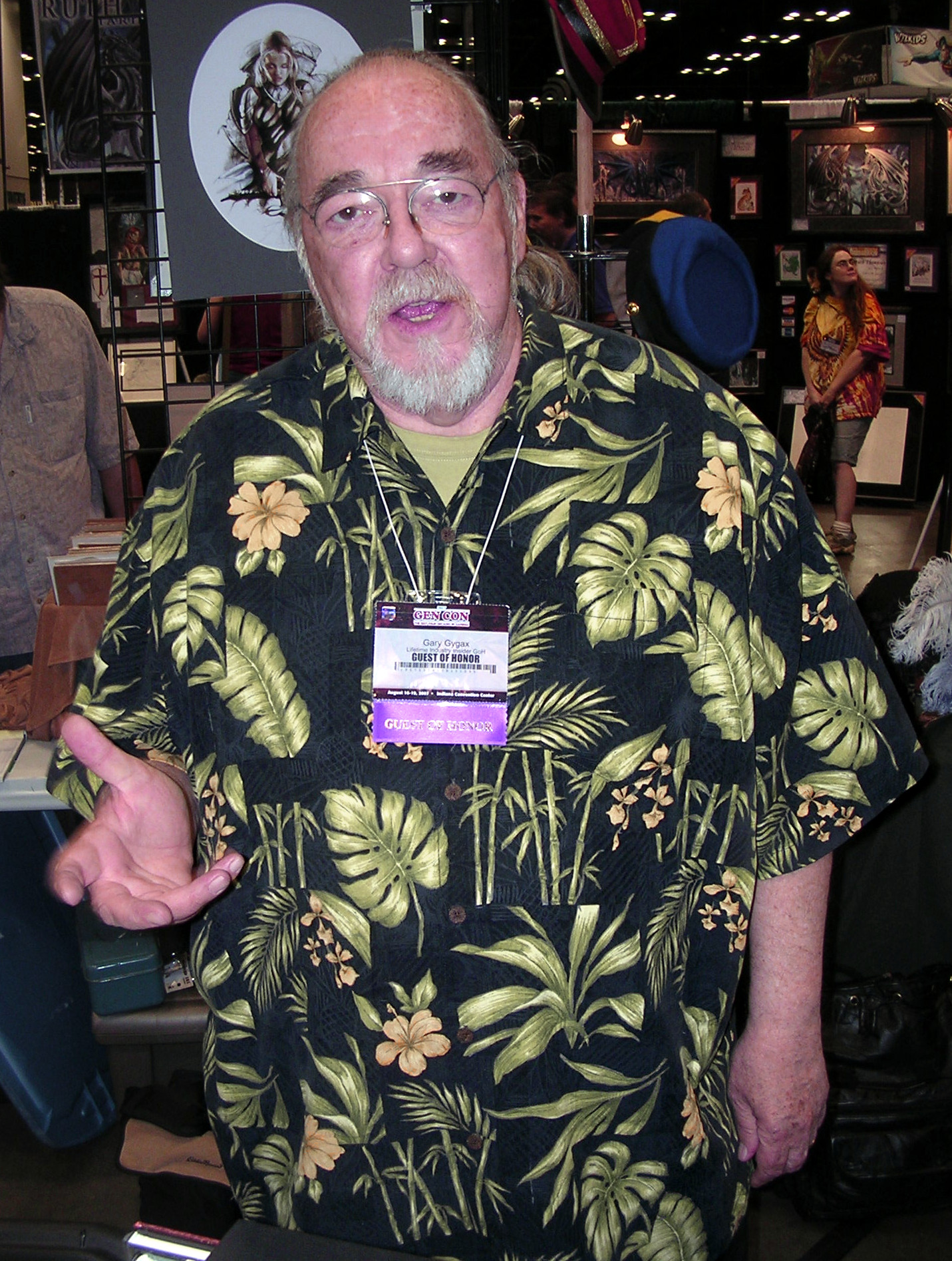
Gary Gygax, a szerepjáték egyik atyja (2007.)

A szerepjáték kialakulásának egyik legfontosabb része az 1960-as évek végén kezdődött, amikor is Gary Gygax találkozott Jeff Perrennel Wisconsin Lake Geneva nevű kisvárosának helyi klubjában a The Lake Geneva Tactical Studies Associationben. Jeff Perren már rendelkezett egy rövidebb szabályrendszerrel középkori harci figurákhoz. Az engedélyével Gary Gygax kibővítette a szabályokat, ami LGTSA Medieval Military Miniatures Rules címen megjelent az International Federation of Wargamers havilapjában. Később a szabályokat továbbfejlesztette és fantasy elemeket is beemelt a játékba. Ez a változat Chainmail címen jelent meg 1971-ben a Guidon Games kiadásában.
Dave Arneson a következő név, akit meg kell említeni. Ő már egy ideje kísérletezett a Chainmail szabályrendszerével és némileg próbálta átalakítani. Levelezés, majd egy Gen Conon történt személyes találkozó után megkezdődött a kisebb csapatoknak szóló játék kialakítása. A szabályok kidolgozása Gary Gygaxre hárult, de Dave Arnesonnak és a témával szintén foglalkozó Dave Megarynek is határozott ötletei voltak. 1970-71 környékén vette kezdetét a Dave Arneson által vezetett Blackmoore várbörötön-kampány, ahol a szokásos európai hadszíntereket felváltotta egy képzeletbeli vár kazamatáinak bejárása. Jellegét tekintve ez nagy előrelépést jelentett a mai szerepjátékok irányába. A Gary Gygax által összeállított első 50 oldalas vázlat 1972 telén került az International Federation of Wargaming körének tagjaihoz tesztelésre, amit Lake Geneva játékosai még tovább teszteltek. A visszajelzések alapján Gary Gygax 150 oldalra bővítette a játékot. Lényegében ez volt az az anyag, ami 1974-ben a Chainmail utódjaként Dungeons & Dragons címen, mint a világ első szerepjátéka megjelent. Kétségtelen, hogy az első szerepjáték megalkotásában mind Gary Gygaxnek, mind Dave Arnesonnak is kimagasló szerep jutott.

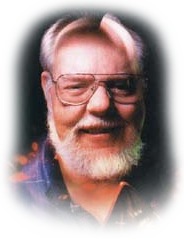
Dave Arneson, a D&D társszerzője

Az 1974-es Gen Conon napvilágot látott Dungeons & Dragons, röviden D&D, egy olyan típusú figurás harci társasjátékhoz tartalmazott szabályokat, ahol egy kis méretű csapat járhat be egy terepet különböző, a játékvezető által meghatározott akadályokba, ellenségekbe ütközve, miközben kincseket keresnek. A játék egy három kötetet tartalmazó dobozból állt. Taktikai jellegét jellemzi, hogy bajnokságokat rendeztek, ahol kizárólag a sikeresség, hatékonyság volt mérvadó.
Ezután számos szerző jelentetett meg különböző orgánumokban (a The Dragon magazinban, a Polyhedron magazinban, kiegészítő szabályok Arduin Grimoire-ral kezdődő sorában, nyomtatásban kiadott kalandok formájában) szabálymódosításokat, -pontosításokat és -kiegészítéseket, valamint számos újabb D&D kiadás is napvilágot látott. A szabály szövegeinek decentralizáltsága miatt nem voltak általánosan elfogadott szabályok, mindenki csak olyan szabályok alapján játszott, amit ismert – elképzelhető volt, hogy két D&D-ző csapat egyáltalán nem ismert közös forrást.
1977-ben a TSR kiadásában jelent meg az Advanced Dungeons & Dragons (röviden AD&D) és egy újabb, Dungeons & Dragons címmel rendelkező játék (a változat közismert neve Basic D&D), utóbbi egy sorozat első kiadványa volt, amely a kezdő játékosokat zárkóztatta fel az AD&D-hez. Ezek megjelenésekor már piacon voltak a versenytársak is (például Tunnels & Trolls, RuneQuest, DragonQuest, Traveller, The Fantasy Trip), és ekkorra már fokozatosan kialakultak a maihoz hasonló szerepjátszási szokások is.
A szerepjátékból később több módosult változat jött létre, különösképp az élő szerepjáték (live action role-playing game, LARP), a gyűjtögetős kártyajáték (collectible card game, CCG) vagy a számítógépes szerepjáték (computer role-playing game, CRPG), amelyekkel nem összekeverendő a szerepjáték eredeti formája. Ezeket a játéktípusokat éles határok választják el egymástól mind behatároltságukban, mind szabályaikban, mind egyéb jellemzőikben. Például a számítógépes változat a programozók által megszabott korlátokon belül mozog, de a szerepjáték eredeti változatának csak a fantázia szab határt.

### Kritikák és támadások
A szerepjátékkal kapcsolatban számos orgánum fogalmazott meg kritikát külföldön és Magyarországon is. Ez a szerepjáték-ellenes hullám Amerikában a nyolcvanas, Magyarországon a kilencvenes években tetőzött. A nem-szerepjátékos társadalom gyakran idegenkedve, értetlenül fogadja a játékot. Félelmeik gyakran a játék félreismeréséből táplálkoznak. Ilyen szempontból a szerepjátékkal kapcsolatban megfogalmazott vádak sokban hasonlítanak a Harry Potter sorozattal kapcsolatos ellenérzésekhez.
Gyakran érte a szerepjátékot az okkultizmus, még szélsőségesebb esetekben a sátánizmus vádja. Ennek egyik nyilvánvaló forrása, hogy a fantasy szerepjátékok során a játékosok gyakran bújnak varázslók vagy egyéb természetfölötti hatalmak bőrébe. Gyakran előfordul, hogy olyan szereplőket testesítenek meg, amelyeket kultúrtörténetileg negatívan ábrázolnak. Ezek lehetnek vámpírok, vagy akár démonikus lények is.
Fontos azonban megjegyezni, hogy ezek az „azonosulások” egy egészséges személyiségnél nem járnak nagyobb veszéllyel, mint például a rablósat játszó gyerekeknél, a magyar hagyományokat ápoló és szörnyűséges maszkokat öltő busójárás szereplőinél vagy egy thriller jellegű mozifilm nézőjénél. Az esemény után egy egészséges személyiség leveti szerepét, a film élményeit a moziban, a szerepjátékét az asztalnál hagyja.

#### Steve Jackson Games kontra Amerikai Egyesült Államok Titkosszolgálata
Szintén egy félreértésen alapszik az az eset, mikor az Amerikai Egyesült Államok Titkosszolgálata egy 1990-es rajtaütés során lefoglalta a Steve Jackson által alapított Steve Jackson Games játékkiadó vállalat számítógépeit, amely majdnem a cég teljes üzleti bukásához vezetett. A félreértésre a cég GURPS Cyberpunk című szerepjátéka adott okot, ami egy cyberpunk jellegű sötét, erősen technokrata jövőben játszódik. A titkosszolgálat vádja szerint a kiadóvállalat tényleges hacker tevékenységgel foglalkozott és a könyv számítógépes bűncselekményekhez nyújtott anyagot. Ez nyilvánvalóan a játék valódi mivoltának nem ismeréséből fakadt. A cég által kezdeményezett bírósági tárgyalás kártérítéssel és a titkosszolgálat elmarasztalásával végződött.

#### James Dallas Egbert III eltűnése
A michigani egyetemről 1979-ben eltűnt egy tizenhat éves egyetemista. A fiú magánéleti problémák miatt öngyilkosságot akart elkövetni az egyetem alatt húzódó szerelőfolyosó labirintusban. Habár a próbálkozás sikertelen volt, a fiú titokban elmenekült a városból. Eltűnését nyomozás követte. Az esetet a helyi sajtó úgy ismertette, hogy az eltűnés oka egyértelműen a Dungeons & Dragons szerepjátékkal volt kapcsolatba hozható, amit a fiú is játszott. Az eset felderítésében és a fiú megtalálásában William Dear magánnyomozó tett eredményes lépéseket. Az ügy feltárása során bebizonyosodott, hogy az öngyilkossági kísérlet nem hozható összefüggésbe a szerepjátékkal. Az említett magánéleti problémák miatt a fiú 1980-ban harmadszorra is öngyilkosságot kísérelt meg, ami ezúttal sikerrel járt. A kor szerepjátékokhoz való negatív hozzáállást jelzi, hogy Mazes and Monsters (Útvesztők és szörnyetegek) címmel az esetből Rona Jaffe regényt írt, ahol a játék rovására erősen kiszínezte a történteket. Tom Hanks főszereplésével a könyvből azonos című szerepjáték-ellenes tévéfilm is készült 1982-ben. Magyarul ez Misztikus játék címmel jelent meg.

#### ROSSSSZ vélemények
Patricia Pulling fia, egy aktív D&D játékos 1982-ben öngyilkos lett és a fiú édesanyja az említett szerepjátékban látta fia halálának egyértelmű okát. Miután a TSR, a Dungeons & Dragons szerepjáték kiadója ellen indított per nem járt sikerrel, Patricia Pulling létrehozta a BADD (Bothered About Dungeons and Dragons; magyarul kb.: a Dungeons and Dragons miatt aggódva. A rövidítés angolul a „bad” szóra utal, aminek magyarul a jelentése „rossz” vagy esetleg „gonosz.”) nevű egyszemélyes szervezetet. A szervezet hangot kívánt adni a szerepjáték, azaz kifejezetten a Dungeons & Dragons „sötét” oldalának. Állítása szerint a játék kapcsolatban áll és motivál az ördögimádatra, boszorkányságra, kannibalizmusra, homoszexualitásra, prostitúcióra, öngyilkosságra, gyilkosságra, szadizmusra, szexuális perverziókra és hasonló jellegű dolgokra.
A BADD elért némi sikert abból a szempontból, hogy bizonyos fokú nyilvánosságra tett szert konzervatív és keresztény médiumokban és számos egyéb helyen is, mint tényt hangoztatta nézeteit. Magánnyomozói engedélyét megszerezve Patricia Pulling számos szerepjátékkal kapcsolatos tárgyaláson vett részt. Ezeket az ügyeket mind elejtették. Patricia Pulling egy könyvet is megjelentetett The Devil's Web: Who Is Stalking Your Children For Satan? (Az ördög hálója: a Sátán mely szolgája les gyermekeitekre?) címmel. A könyv többek között olyan képtelenségeket állít, hogy a Necronomicon egy valós könyv, amit a fiatalok széles köre olvas. Patricia Pulling egyszer azt is nyilatkozta, hogy a virginiai Richmond lakosságának 8%-a sátánista. A The American Association of Suicidology (Amerikai Szuicidológiai Szövetség), a U.S. Centers for Disease Control (Amerikai Kórkezelési Központ) és a Health & Welfare (Kanadai Egészségügy és Jólét) nevű szervezetek végül arra a megállapításra jutottak, hogy nincs összefüggés az öngyilkosság és a szerepjáték között.
A vádak erősen beárnyékolták a kor szerepjátékról alkotott képét, amin nem javított, hogy a TSR, a Dungeons & Dragons, a legismertebb és legsikeresebb szerepjáték kiadója szinte semmit sem tett a szerepjátékok ellen indított boszorkányper megfékezésére. Ez a többi, kevésbé ismert, második vonalbeli kiadóra hárult. Ezen belül a legnagyobb elismerést Michael Stackpole sci-fi és fantasy író szerezte, aki alapos oknyomozói munkával a végére járt a BADD különféle írásaiban hangoztatott vádak igazság tartalmának, s azok tényszerű állításai gyakran puszta mesének bizonyultak. A munkáját összefoglaló Pulling Jelentés (The Pulling Report) az interneten is hozzáférhető. A szervezet végül Patricia Pulling halálával 1997-ben megszűnt.

## Magyarországi története

### A sci-fi és fantasy irodalom megjelenése

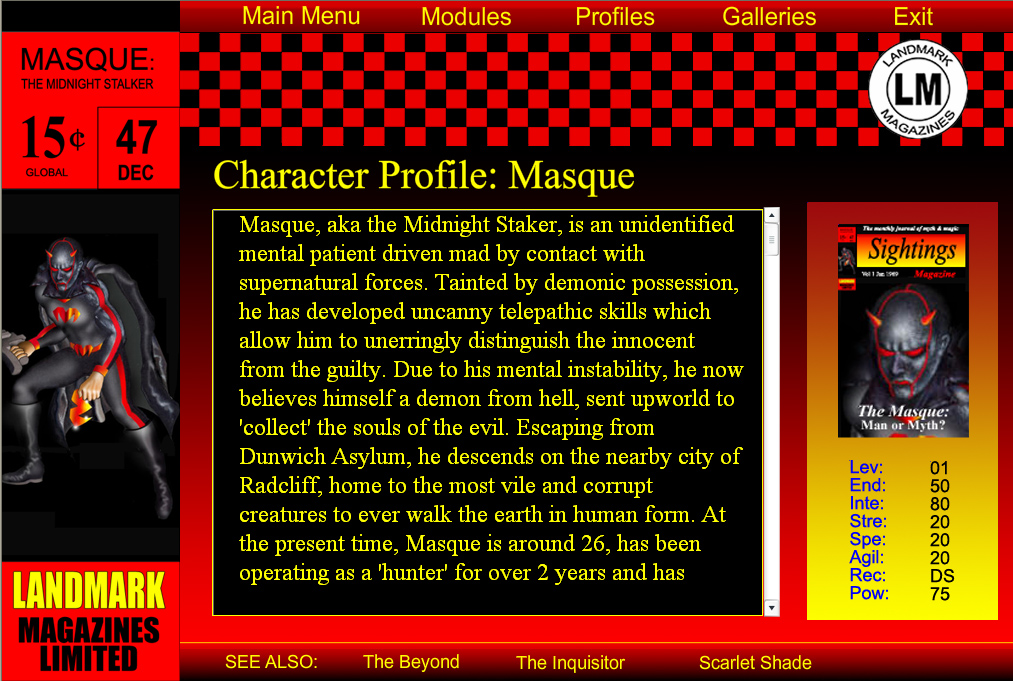

A szerepjátékok magyarországi előfutára maga a fantasy, illetve a sci-fi irodalom megjelenése. Az új műfaj – és még inkább a sci-fi – beszivárgásának legfontosabb csatornái a Galaktika antológia és magazin, és a Kozmosz Fantasztikus Könyvek sorozat, ami már 1969-től közölt műveket, többnyire a tudományos-fantasztikum területén. A fordító, szerkesztő Kuczka Péter neve szinte egybefonódott a kiadvánnyal és a sci-fi magyarországi történetével. Számos, ma már klasszikusnak számító író művét jelentették meg, amelyek között Isaac Asimov, Stanisław Lem vagy Arthur C. Clarke neve csak kiragadott példa. A hetvenes évektől Magyarországon is egyre több sci-fi-író tevékenykedett, mint például Nemere István vagy Zsoldos Péter.
Habár az első, hazánkban kiadott fantasy mű – Tolkien: A babó – még, mint mesekönyv jelent meg már 1975-ben a Móra Ferenc Könyvkiadó gondozásában, a tényleges fantasy korszak kezdete a nyolcvanas évekre tehető. Szinte törvényszerűen a legelső művek között adták ki A Gyűrűk Ura trilógiát 1981-ben. A nyolcvanas évek legvégétől kezdődik meg Magyarországon a fantasy irodalom egyre nagyobb mértékű kiadás. Az elsők között jelentek meg olyan klasszikus művek, mint Robert E. Howardtól a Conan, a barbár (1989), Margaret Weis és Tracy Hickman tollából a Sárkánydárda-krónikák (1992), Michael Moorcocktól a Melibonéi Elric (1993) vagy R. A. Salvatore sötét elf ciklusának első része, az Otthon (1995). A külhoni fantasy irodalom beszivárgásával párhuzamosan a magyar szerzők tábora is egyre népesebb lett, akik néhol íróként, máshol fordítóként tűntek fel. Nemes Istvántól (alias Jeffrey Stone, John Caldwell) megjelent A Káosz Szava (1990), Gáspár Andrástól (alias Wayne Chapman) A halál havában (1990) és az Észak Lángjai (1992), illetve Kornya Zsolttól (alias Raul Renier) az Acél és oroszlán (1995). Természetesen a hazai és külföldi írók és művek listája távolról sem teljes, de rámutat arra, hogy a sci-fi irodalom mellett, a fantasy is egyre nagyobb teret kapott, elfogadottabbá és közkedveltebbé lett.
A szerepjáték műfajához kapcsolódó lapok is megjelentek ugyanebben az időben. 1989-ben megjelent a Fantasy című magazin, ami 1990-ben Atlantisz néven havilappá alakult. Ez 1991-ig bezárólag elsősorban az angolszász műveket mutatta be. 1992-ben indult útjára a Bíborhold című szerepjátékos magazin, ami a konkurenciaharcnak köszönhetően néhány évvel később Holdtöltére lett átkeresztelve, de végül 1995-ben ez is megszűnt. A lap évekig a szárnyait bontogató szerepjátékos szubkultúra meghatározó fóruma és szaklapja volt. A Bíborhold munkatársai indították útjára 1992-ben az első magyar levelezős szerepjátékot is, a Túlélők Földjét. Népszerűségét jelzi, hogy volt időszak, amikor több ezren játszották. 1994-től megjelent a Rúna magazin, ami elsősorban az akkor már piacon lévő M.A.G.U.S.-t kívánta támogatni. A két nagy lap mellett számos kisebb is feltűnt, de ezek csak ideig-óráig maradtak meg a piacon. Ilyen volt például a Démon is. Az internet széles körű elterjedésével szerepjátékkal foglalkozó honlapok jelentek meg, amelyek manapság is otthont adnak fórumoknak és részben átvették a havilapok szerepét.
Magyarországra a szerepjáték nem közvetlen úton jutott el, hanem megelőzte egy közvetítő változata, a lapozgatós könyvek. A Kaland Játék Kockázat néven is ismeretes sorozat részei, a nyolcvanas évek végétől jelentek meg hazánkban. Habár nem tekinthetők igazi szerepjátéknak, fontos szerep jutott nekik abból a szempontból, hogy a magyar közönséggel is megismertették a nemlineáris, passzív olvasás és játék élményét. Ezek a lapozgatós könyvek sokkal inkább voltak játékok, mint regények. A leírt történet szereplőjének tetteit bizonyos keretek között az olvasó irányíthatta. A cselekmény választási lehetőségeket ajánlott fel az olvasónak, akinek döntésének megfelelően az adott oldalra kellett lapoznia. A könyvet így nem elejétől a végéig olvasták, hanem oda-vissza lapozgatva. A történet alakulását így az olvasó irányíthatta, az előre meghatározott választási lehetőségek alapján. Ez a merőben új játék és olvasási stílus Magyarországon is új távlatokat nyitott. Igazi szerepjátéknak azonban azért sem nevezhető, mert nem társaságok játszották, és a szerepjátékkal ellentétben a cselekményt csak meghatározott irányokba lehetett mozgatni. A lapozgatós könyvek világképe is sokban emlékeztet a klasszikus szerepjátékokéra: leginkább fantasy (Ian Livingstone: A gyíkkirály szigete vagy a Bajnokok próbája) és cyberpunk (Ian Livingstone: Az országút harcosa) környezetben játszódtak a történetek. A Kaland Játék Kockázat sorozat és hasonló lapozgatós könyvek virágkora a nyolcvanas évek végétől kezdődően a kilencvenes évek első felében volt, aminek az igazi szerepjátékok megjelenése vetett véget.

### 90-es évek: felemelkedés és bipolaritás
A nyolcvanas évek legvégén, illetve a kilencvenes évek elején a komolyabb külföldi szerepjátékokhoz nem volt könnyű hozzájutni Magyarországon. A problémát nem csak a játékok beszerezhetősége jelentette, hanem az éledő szerepjátékos közösségek alacsony anyagi lehetőségei is – tekintettel arra, hogy az akkori szerepjátékosok tízes évei végén, húszas évei elején járó, leginkább még önálló keresettel nem rendelkező diákok voltak. Szintén komoly problémát jelentett, hogy hivatalos magyar fordítás nem létezett a híres külföldi szerepjátékokról. A körülmények hatására jött létre az Advanced Dungeons & Dragons szerepjáték kalóz fordítása, a hivatalosan sose kiadott, csak kézről kézre járó fénymásolat, ami Rubin Kódex néven vált ismertté a magyar szerepjátékos társadalom berkeiben. Erre a házi készítésű fordításra jellemző volt, hogy néhol hemzsegett a fordítási és stilisztikai hibáktól, ennek ellenére azonban komoly forrásnak számított a műfaj kedvelőinek körében.
Az első magyar fejlesztésű szerepjáték 1991-ben jelent meg Harc és Varázslat címen. Szűk, leginkább már a témában járatos magyar játékosok körében lett ismert, komoly marketingstratégia még nem állt mögötte. A játék szabályrendszere is sok szempontból gyenge lábakon állt, azonban felépítésében tartalmazott néhány előremutató megoldást is, mint például a példakaland megléte. 1993-ban adta ki a Valhalla Páholy a máig is legsikeresebb magyar szerepjátékot, a M.A.G.U.S.-t, ami kétségkívül nagymértékben hozzájárult a magyarországi szerepjátszás népszerűsítéséhez és formálásához. Gyakorlatilag ez az az időszak, ahonnan a magyarországi szerepjátszásról, mint számottevő tényről beszélhetünk. Mint ahogy azt az idevágó táblázat is ismerteti, számos magyar fejlesztésű szerepjáték követte még ezt, van ahol több, van ahol kevesebb sikerrel. A hivatalosan kiadott szerepjátékok mellett meg kell említeni a műfaj természetes velejáróját, a számos házi készítésű szerepjátékot. Ezek olyan komplett játékok, esetleg csak néhány szabály gyűjteménye vagy olyan világok, amit lelkes játékosok alkottak saját társaságuk szórakoztatására, azonban sose adták ki őket. Ezeknek a megléte tény, bár a szubkultúrára kifejtett hatásuk elenyésző.
A kilencvenes évek közepére tehető az az időszak is, amikor a konkurenciaharc a már aktív szerepjátékos társadalmat is megosztotta. Két alapvető tábor létezett: az Advanced Dungeons & Dragonst (és alapvetően a külföldi játékokat) illetve a M.A.G.U.S.-t játszók. Az előző tábor inkább a Bíborholdat, az utóbbi a Rúna magazint olvasta. Jellemző volt erre az időszakra, hogy a két tábor kölcsönösen emlegette fel a másik játék vélt vagy valós gyengeségeit. Ebből az időből ragadt rá a M.A.G.U.S.-ra a V.A.R.Á.Z.S.L.Ó., az M* illetve a Nagy Zöld gúnynév. Ez részben az átlagos játékosnak túlzottnak tűnő marketingharc és szerzői jogok védelme miatti megnyilvánulásoknak is volt köszönhető. Az említett gúnynevek tükrözték a helyzetet, miszerint jogvédelmi okokból a játék nevét szinte kiejteni sem szabad. Az Advanced Dungeons & Dragonst a másik tábor támogatói elavultnak titulálták, ami a szabályrendszerek fejlődését tekintve igaz is volt. A M.A.G.U.S. hibái között emlegettek néhány játéktechnikai elcsúszást, ami a karakterek kezébe túlságosan szélsőséges lehetőségeket adhatott. A magyar szerepjátékos szubkultúra bipolaritása a kilencvenes évek vége felé enyhült.

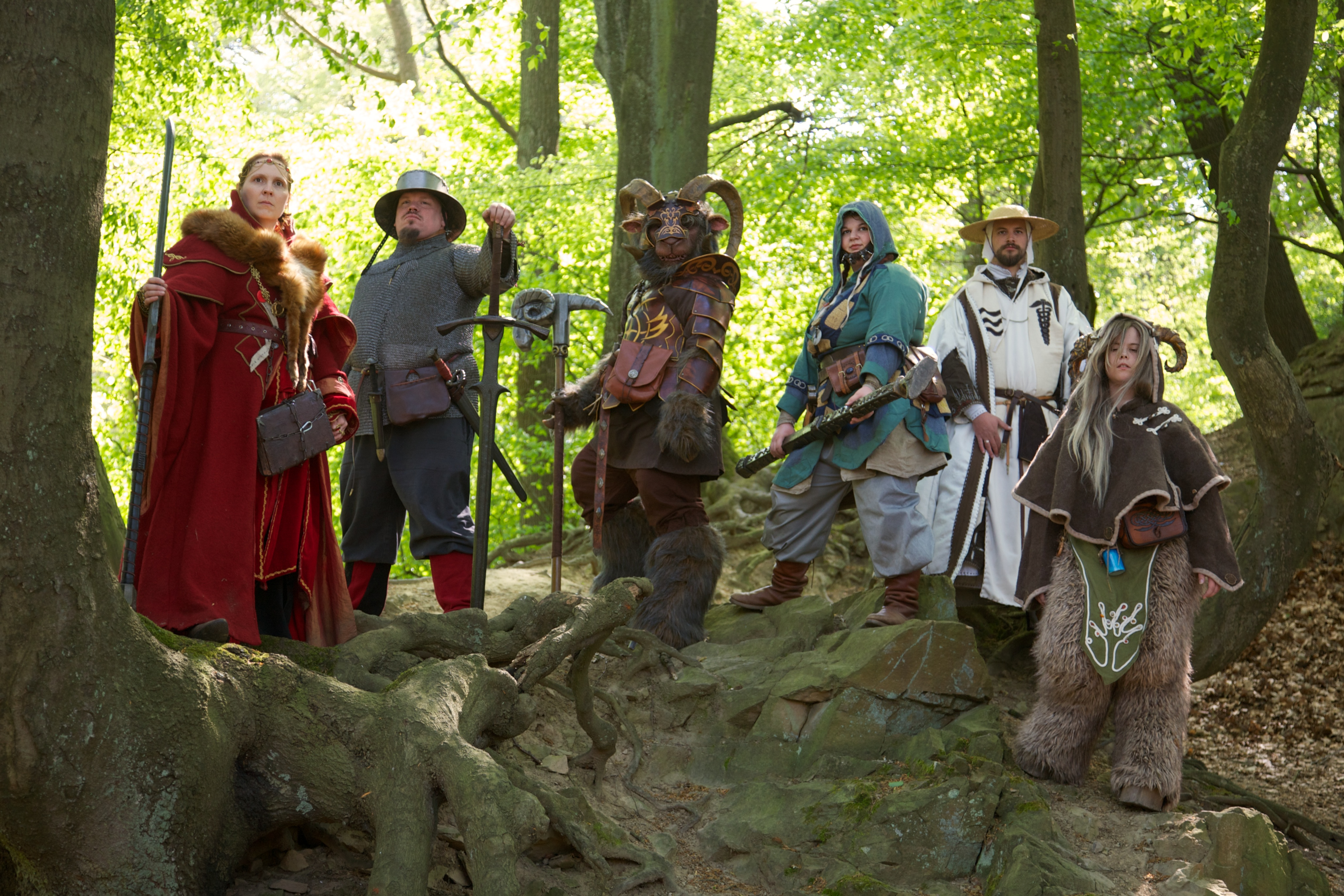
Jelmezbe öltözött játékosok egy élő szerepjátékon

A szerepjátékok tényleges magyarországi megjelenésével egyidejűleg megjelentek ezek elválaszthatatlan követői is: szerepjátékos klubok jöttek létre, amelyek között az egyik legismertebb helyszín a Petőfi Csarnok volt. Megjelentek az első szaküzletek is, amelyek közül néhány már régen nem, néhány még ma is üzemel – Silverland, Sárkányfészek, Rémségek Kicsiny Boltja, Trollbarlang és még sok más később alakult üzlet. Viszonylag korán, már a kilencvenes évek elején elkezdődött hazánkban a szerepjáték műfajok diverzifikációja. Lelkes játékosok élő szerepjátékokat kezdtek szervezni. Egyre népszerűbbek lettek a hivatalos összejövetelek, találkozók és a több napos szerepjátékos táborok. A kilencvenes évek végén megjelentek a gyűjtögetős kártyajátékok Magyarországon, melyek között a legelső a Magic: The Gathering kártyajáték, a legelső magyar fejlesztésű pedig a Túlélők Földje játék kártyás változata, a Hatalom Kártyái Kártyajáték volt. Ezek sokkal inkább fantasy alapú vagy a szerepjáték egyéb irányzataihoz köthető kártyajátékok, semmint igazi szerepjátékok. Népszerűségüket jelzi, hogy számos hazai szerepjátékból is lett kártyás változat, mint például a M.A.G.U.S. kártyajáték.

### A 2000-es évektől napjainkig: hanyatlás és új lehetőségek
A 2000-es időszakra jelentősen visszaesett a klasszikus szerepjáték népszerűsége. Pontos szociológia felmérés nem ismeretes a témában így csak egyes közvetett információk elemzésére támaszkodhatunk az okok boncolgatásában.
Az probléma egyik oka az lehet, hogy a szerepjátékok népszerűségük csúcsán is többnyire zárt rétegcsoportok gyakorolták. Főleg baráti társaságokra volt jellemző és „kívülállóknak” rövid idő alatt nehezen magyarázható és megérthető téma volt. Nem volt ritka, hogy játékosok pont ezért bizonyos szociológiai értelemben nem közvetlen (formális) kapcsolatban lévő személynek nem is beszélt a hobbiáról. Emellett az is meghatározó negatív tényező, hogy ezen játékok marketingje Magyarországon rendkívül gyenge volt és ma is az még. Ezen tényezők összessége végül azt eredményezte, hogy a játék túlélése szempontjából fontos következő generáció nem nevelkedett, fejlődött ki. A jövőbeli esélyeket az is csökkenti, hogy egy-egy játék meglehetősen időigényes, márpedig az elmúlt évek alatt a potenciális réteget jelentő diákok terhei növekedtek és ezzel arányosan szabadidejük csökkent.
Napjainkban a hagyományos, asztali szerepjáték mellett erős vonalat képviselnek a számítógépes szerepjátékok. Sokukat a klasszikus szerepjáték forgalmazók hoztak létre, hogy piacukat igazítsák az új technika követelményeinek. Azonban ezek a számítógépes változatok hagyományos értelemben nem tekinthetők szerepjátéknak, pusztán csak szerepjáték alapú számítógépes játékoknak. A szektor másik legjobban támogatott része marketing szempontban még a kártyás játékok, amely szintén hozadéka a hagyományos szerepjátéknak.
A jövőbeni kilátásokról nehéz prognózist mondani, de a klasszikus szerepjáték meglehet váratlan helyről kaphat segítséget. Ugyanis 2007-ben a játék piac egyik legnagyobb túlélője a LEGO új piacot nyitott és elindította a LEGO táblás játékát a Heroicát. A játék alapjai nagyban hasonlítanak a korai szerepjátékok kialakulását elősegített táblás játékokhoz. A játék egy a szerepjátékoknál megszokott képzelt világra épül, hasonló szabályokkal és viszonylag rugalmas pályaszerkezettel. A játék 8 éves kortól ajánlott. Kérdés, hogy a játék a fejlődése folyamán melyik irányba mozdul el. Habár van a témában webes felület, de a LEGO alapvető érdeke, hogy a játék kereteit a személyes játékok szintjén tartsa. Szóval ez jelentheti azt, hogy a klasszikus szerepjátékot újra élesztik és a korábbi tapasztalatokat hasznosítva egy marketing szempontjából jobban támogatott szerepjáték forma alakul majd ki.

## A szerepjáték hatásai az emberre

### Pro…
Mivel a szerepjáték jellegéből adódóan erősen épít a fantáziára, feltételezhető, hogy a szerepjátszók kreatív, élénk fantáziával rendelkező emberek közül kerülnek ki. A szélsőségesebb, deviánsabb hajlamú játékosok a szerepjáték során ezeket a nem elfogadott normákat is kiélhetik, aminek feszültségcsökkentő hatása van. A különböző képzeletbeli szituációk megoldása később az életben is jól alkalmazható. A szerepjáték elősegíti a problémamegoldást, kezdeményezőkészséget teremt és fejleszti a kommunikációs készséget.

### …és kontra
A szerepjáték bírálói feltételezik, hogy hosszú távon a játéknak jellemformáló, jellemtorzító hatásai lehetnek. Ez különösen igaz lehet a kamaszokra és a még fiatalabbakra, illetve olyanokra, akik egyéb okokból hajlamosak a valóság elől menekülni. Általánosan elmondható, hogy kiemelkedően addiktív szórakozás.
Habár mindkét fél részéről számos érv sorakozik, elmondható, hogy a témában hiteles pszichológiai tanulmány még nem készült. Valószínűsíthető, hogy a közhiedelemmel ellentétben az átlagos játékosnál nincsenek szélsőséges hatásai. A kirívó esetek szinte mindig kirívó személyiséget feltételeznek.

### Magyar oldalak
- LFG.hu - a legismertebb magyar szerepjátékos közösség, a volt RPG.hu oldala Archiválva 2018. február 24-i dátummal a Wayback Machine-ben
- Szerepjátékosok.hu - Magyarország Első és Egyetlen Csapatkereső Platformja 2011-től
- Szerepjáték a Startlapon
- Blog-kalandmester kurzus az USA-ban
- Leeras Legendája
- Lanawin szerepjáték
- Anwarion online fantasy szerepjáték
- Mitrill online szerepjáték Archiválva 2019. március 25-i dátummal a Wayback Machine-ben

### Külföldi oldalak
- RPG.net: Roleplaying Games & More
- RPG.ORG Magazine (Magyar tulajdonú vezető nemzetközi RPG oldal)
- Studies About Fantasy Role-Playing Games (A szerepjátékról szóló tanulmányok gyűjteménye) Archiválva 2007. január 11-i dátummal a Wayback Machine-ben
- D&D Wiki